# Idiocerus rufus
Idiocerus rufus är en insektsart som beskrevs av David D. Gillette och Baker 1895. Idiocerus rufus ingår i släktet Idiocerus och familjen dvärgstritar. Utöver nominatformen finns också underarten I. r. cingulatus.